# 2651 Karen
A 2651 Karen (ideiglenes jelöléssel 1949 QD) a Naprendszer kisbolygóövében található aszteroida. Johnson, E. L. fedezte fel 1949. augusztus 28-án.